# Kardos (Magyarország)
Kardos község Békés vármegye Szarvasi járásában.

## Fekvése
Békéscsabától északnyugatra, Kondoros, Örménykút és Csabacsűd közt fekvő település.

### Megközelítése
Közúton elérhető a 44-es főúton, amely végighalad a község belterületén, illetve az M44-es autóúton, amelynek a nyugati határszélen egy csomópontja, a belterület közelében pedig egy pihenőhelye is van itt. A települést az északi szomszédságában fekvő Örménykúttal (és a 4641-es úttal) a 4645-ös út köti össze.
A hazai vasútvonalak közül a Mezőtúr–Orosháza–Mezőhegyes–Battonya-vasútvonal érinti a községet, annak déli határszéle mentén haladva; a vonal legközelebbi megállási pontja Kisszénás vasútállomás, pár méterre a déli községhatártól, de annak már csabacsűdi oldalán; annál azonban kényelmesebb elérést biztosít a településre igyekvők számára Csabacsűd vasútállomás a névadó település keleti határszélén, annál is inkább, mert az közvetlenül a 44-es főút mellett helyezkedik el.

## Története
Kardos település a környező tanyavilágból alakult ki. 1952-ig Szarvashoz, majd az ennek területéből alakult Örménykúthoz tartozott. 1969-ben alakult önálló községgé.

## Közélete

### Polgármesterei
- 1990–1994: Dr. Sutyinszki István (független)[3]
- 1994–1997: Dr. Sutyinszki István (független)[4]
- 1997–1998: Brlás János (független)
- 1998-2002:  Brlás János (független)[5]
- 2002–2006: Brlás János (független)[6]
- 2006–2010: Brlás János (Fidesz-KDNP)[7]
- 2010–2014: Brlás János (Fidesz-KDNP)[8]
- 2014–2019: Brlás János (Fidesz-KDNP)[9]
- 2019–2024: Brlás János (Fidesz-KDNP)[10]
- 2024– : Brlás János (Fidesz-KDNP)[1]

## Népesség
| Lakosok száma | 642  | 649  | 632  | 532  | 502  | 513  | 503  |
|               | 2013 | 2014 | 2015 | 2021 | 2022 | 2023 | 2024 |

2001-ben a település lakosságának 50%-a magyar, 49%-a szlovák és 1%-a egyéb (szerb vagy szlovén) nemzetiségűnek vallotta magát.
A 2011-es népszámlálás során a lakosok 93%-a magyarnak, 0,2% cigánynak, 0,2% lengyelnek, 0,5% németnek, 0,3% románnak, 0,3% ruszinnak, 0,2% szerbnek, 40% szlováknak, 0,2% szlovénnek mondta magát (6,9% nem nyilatkozott; a kettős identitások miatt a végösszeg nagyobb lehet 100%-nál). A vallási megoszlás a következő volt: római katolikus 9,2%, református 1,5%, evangélikus 44,4%, görögkatolikus 0,2%, felekezeten kívüli 29,8% (13,6% nem nyilatkozott).
2022-ben a lakosság 91,8%-a vallotta magát magyarnak, 14,3% szlováknak, 0,6% németnek, 0,4% cigánynak, 0,4% románnak, 0,2% ruszinnak, 2,6% egyéb, nem hazai nemzetiségűnek (7,6% nem nyilatkozott; a kettős identitások miatt a végösszeg nagyobb lehet 100%-nál). Vallásuk szerint 30,5% volt evangélikus, 5,8% római katolikus, 1,8% református, 0,2% görög katolikus, 1,6% egyéb keresztény, 0,4% egyéb katolikus, 33,7% felekezeten kívüli (26,1% nem válaszolt).